# البحرية الإستونية
البحرية الإستونية (بالإستونية: Merevägi) هي القوات البحرية الموحدة لدى قوات الدفاع الإستونية.
تعد البحرية الإستونية واحدة من أصغر البحريات في العالم، مع وجود ست سفن مُكلفة لا غير بإزاحة أقل بكثير من 10.000 طن. بادئة السفن الخاصة بها هي (Eesti Mereväe Laev/سفينة البحرية الإستونية) وتختصر إلى (EML). شاركت البحرية الإستونية عدة مرات في التدريبات البحرية المشتركة لحلف الناتو.

## وصلات خارجية
- البحرية الإستونية